# Leptobrachium kanowitense
Espèce
Leptobrachium kanowitense est une espèce d'amphibiens de la famille des Megophryidae.

## Répartition
Cette espèce est endémique du Sarawak en Malaisie orientale.

## Étymologie
Son nom d'espèce, composé de kanowit et du suffixe latin -ense, « qui vit dans, qui habite », lui a été donné en référence au lieu de sa découverte, la ville de Kanowit.

## Publication originale
- Hamidy, Matsui, Nishikawa & Belabut, 2012 : Detection of cryptic taxa in Leptobrachium nigrops (Amphibia, Anura, Megophryidae), with description of two new species. Zootaxa, no 3398, p. 22-39.